# Landschaftsschutzgebiet Victorburer und Georgsfelder Moor

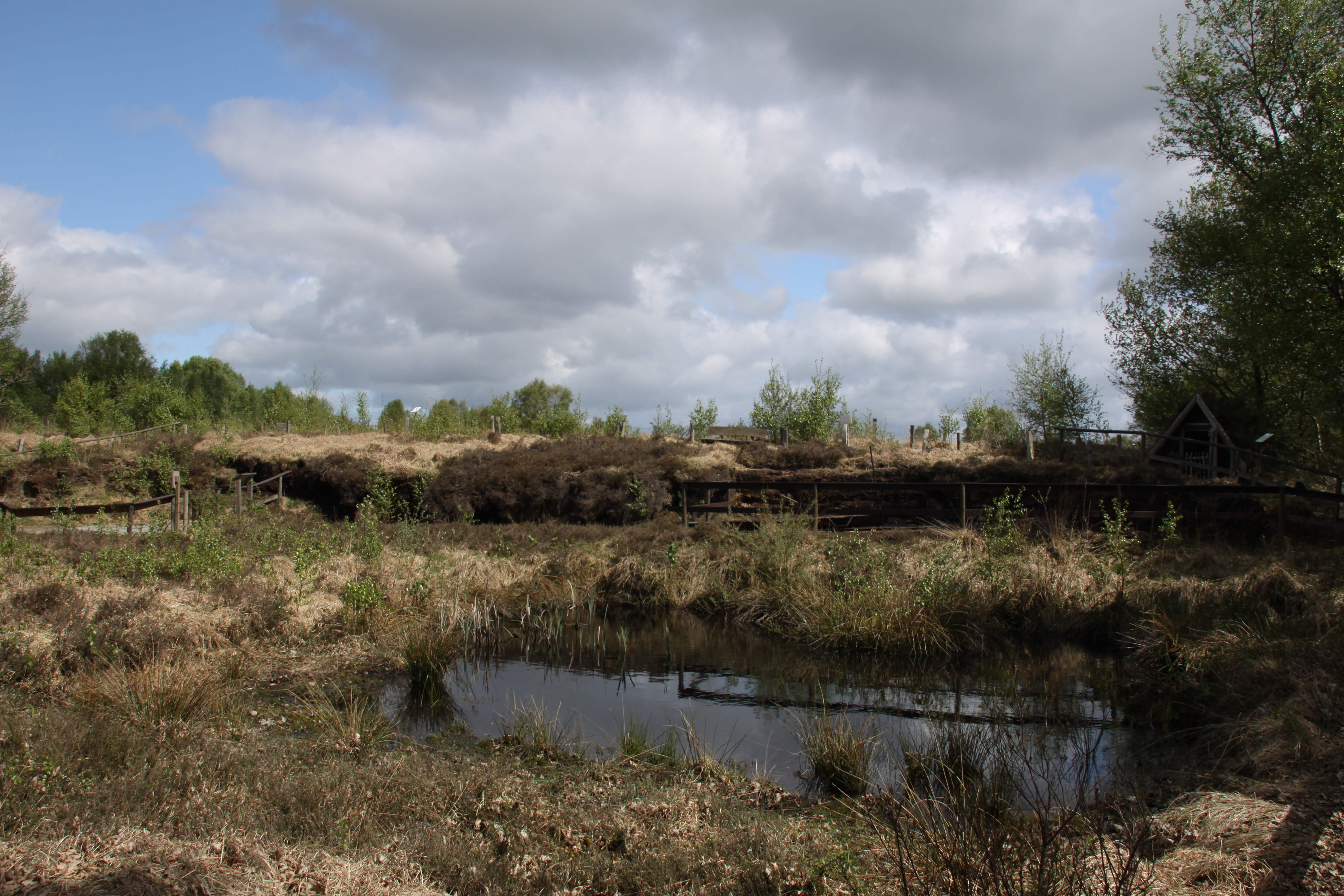
Die Torfpütte im Moormuseum Moordorf liegt im Landschaftsschutzgebiet.

Das Landschaftsschutzgebiet Victorburer und Georgsfelder Moor ist ein Landschaftsschutzgebiet im Landkreis Aurich des Bundeslandes Niedersachsen. Das Areal liegt zu großen Teilen auf dem Gebiet der in der Gemeinde Südbrookmerland sowie mit kleineren Flächen auch auf dem Gebiet  der Stadt Aurich in Ostfriesland. Insgesamt ist es 3,81 Quadratkilometer groß. Das Areal wurde 1965 als Landschaftsschutzgebiet (LSG) ausgewiesen. Schutzzweck ist der Erhalt der auf den speziellen Landschaftstyp angewiesenen Lebensgemeinschaften und Bewahrung vor Störung.

## Beschreibung des Gebiets
Das Landschaftsschutzgebiet Victorburer und Georgsfelder Moor besteht zu großen Teilen aus degenerierten restmoorbereichen mit extensiver und intensiver Grünlandbenutzung. Zum Teil ist es sehr klein parzelliert, einige Bereiche sind feucht-nass und es gibt einzelne Sumpfbereiche. Daneben gibt es Torfpütten und einige Gehölzstreifen. Das Gebiet ist hauptsächlich durch unbefestigte Wege mit entsprechender Begleitflora erschlossen. Die Flora neigt zum Teil zum Trockenstandort.